# Buick Terraza
Buick Terraza – samochód osobowy typu minivan klasy średniej produkowany pod amerykańską marką Buick w latach 2004 – 2007.

## Historia i opis modelu

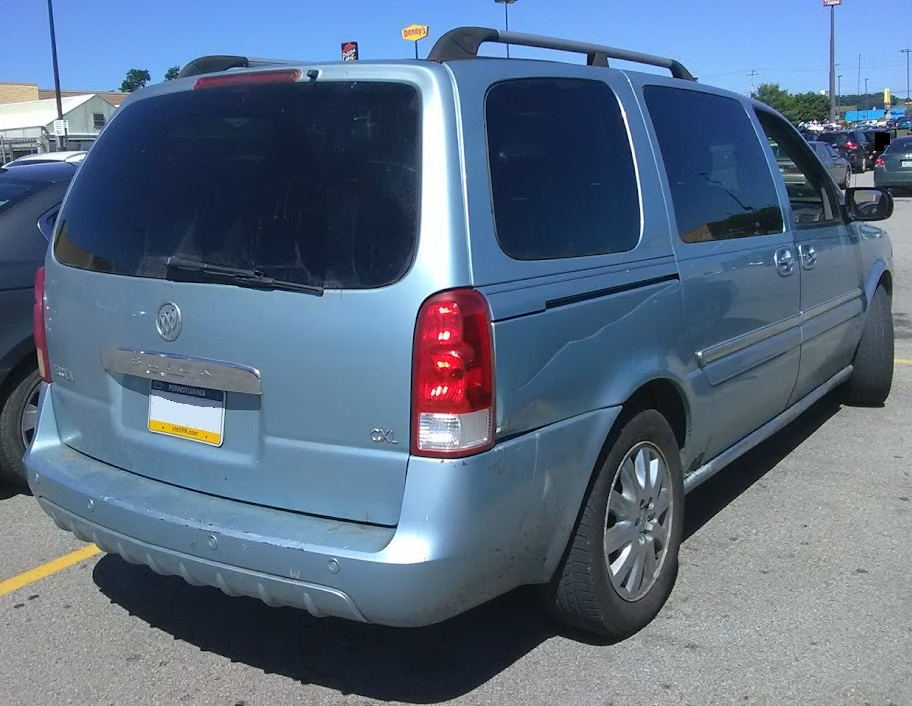
Buick Terraza - tył

Buick Terraza zadebiutował w 2004 roku. Terraza produkowana była razem z bliźniaczymi modelami, Chevroletem Uplanderem, Pontiakiem Montaną SV6 i Saturnem Relay, wytwarzany w fabryce General Motors w Doraville w stanie Georgia.
Z powodu zamknięcia fabryki w Doraville w roku 2009, General Motors zdecydowało się na wycofanie Buicka z tego segmentu rynku. Od tego czasu, marka skupiła się na oferowaniu wyłącznie SUV-ów i samochodów osobowych na rynku północnoamerykańskim. Jednocześnie w Chinach kontynuowano produkcję modelu Buick GL8 opartego na poprzedniej generacji dużych minivanów General Motors aż do 2016 roku.

### Wersje wyposażenia
- CX
- CX Plus
- CXL

### Silniki
- V6 3.5l LX9
- V6 3.9l LZ9
- V6 3.9l LGD